# IPhone 6
El iPhone 6 es un teléfono inteligente de gama alta desarrollado por Apple Inc. Funciona con el sistema operativo iOS 12. Fue presentado el 9 de septiembre de 2014 y lanzado a la venta el 19 de octubre de 2014. La serie iPhone 6 es en conjunto un sucesor del iPhone 5s y el iPhone 5C. Tiene una pantalla de 4.7 pulgadas, un procesador de dos núcleos a 1.4 GHz, cámara de 8 megapixeles con grabación de vídeo en 1080p/60fps, 4G LTE, conectividad Wi-Fi y soporte NFC para pagos móviles, el que la compañía ha denominado como Apple Pay. La última actualización recibida fue el día 28 de enero de 2020.
La preventa de la serie iPhone 6 superó los 40 millones en sus primeras 24 horas de disponibilidad, y más de 10 millones de dispositivos fueron vendidos en los primeros días, esto en Estados Unidos, por lo cual la aceptación del mercado fue generalmente positiva.
Actualmente ya no es posible comprar el terminal de manera oficial, ya que ha sido descatalogado, aunque su  precio de entrada fue en el año 2014 de 799€ para la versión de 16GB, 899€ para la versión de 64GB, y 999€ para la versión de 128GB.
Existe una nueva versión del iPhone 6 que a diferencia de los presentados en el año 2014 este dispositivo incluye 32GB de memoria de almacenamiento, además puede incluir de fábrica alguna versión de los  sistemas operativos iOS 10 y 11.

## Historia
Varios rumores alrededor del siguiente iPhone fueron centrados en el tamaño del dispositivo; la mayoría de los modelos que hasta esa fecha habían sido lanzados usaban una pantalla de 4 pulgadas, la cual era más pequeña que las pantallas usadas por los teléfonos estrella de la competencia. El único gran cambio en el tamaño del iPhone vino con el iPhone 5 (continuando con el iPhone 5s y 5c), el cual contó con una pantalla más larga, pero con el mismo ancho que los modelos anteriores los cuales medían 3,5 pulgadas. A raíz de la pérdida de Apple en el mercado de teléfonos de gama alta, reportes de enero de 2014 señalaban que Apple podría estar preparando el lanzamiento de nuevos modelos iPhone con pantallas más grandes.
Informes previos a la inauguración también habían especulado la posibilidad de que Apple podría incluir en su nuevo teléfono estrella una plataforma de pagos móviles usando tecnología NFC, una tecnología que ya había sido incorporada en varios teléfonos Android, pero que no tuvo gran adopción entre sus usuarios.
El iPhone 6 se dio a conocer oficialmente durante el evento de prensa en el Centro de Artes Escénicas de Flint en Cupertino, California, el 9 de septiembre de 2014. El evento contó con otros anuncios de productos de los que igualmente se rumoreaba, incluyendo la plataforma de pagos móviles de Apple y la entrada de la compañía en el mercado de los wearables con el Apple Watch.
En China donde el iPhone 5s y 5c fueron los primeros modelos de la serie iPhone en ser lanzados en el país el mismo día que su lanzamiento internacional, Apple notificó a los operadores que sería incapaz de lanzar el nuevo iPhone el día 19 ya que había "Detalles que aún no estaban listos"; los medios de comunicación locales informaron que los dispositivos todavía no habían sido aprobados por el Ministerio de Industria y Tecnología de la Información. A principios de año un informe de un noticiero de la emisora estatal de televisión central de China alegó que los dispositivos iPhone eran una amenaza para la seguridad nacional por la función de "Localización frecuente" ya que podría exponer "secretos de estado".
El 3 de junio  de 2019, en el marco del discurso inaugural de la WWDC19, Apple anunció iOS 13 y confirmó que el iPhone 6 no se podría actualizar a esta nueva versión del sistema operativo.

## Especificaciones

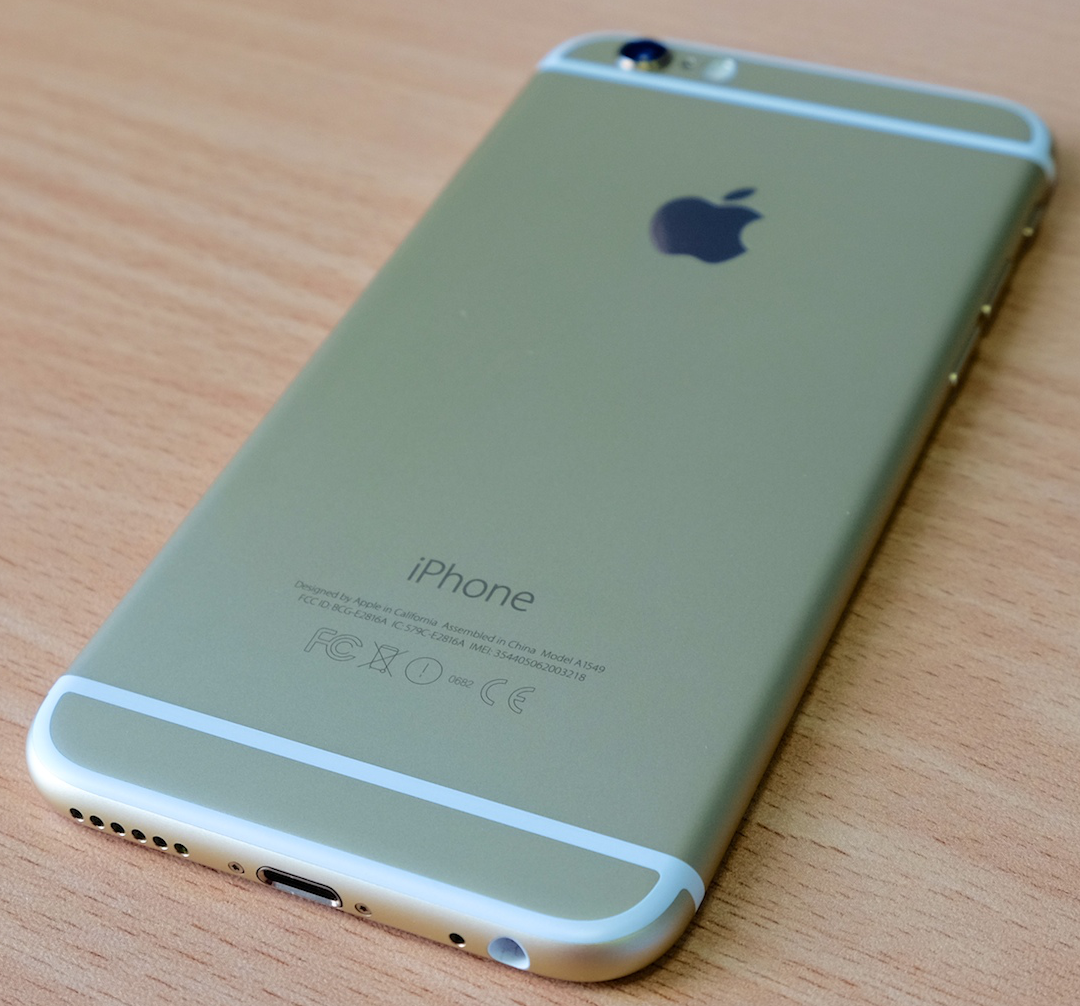
Vista posterior de un iPhone 6

### Hardware
En el diseño de la línea iPhone 6 se nota la influencia del iPad Air, con un frente de cristal que se curva alrededor de los bordes de la pantalla, y una parte trasera de aluminio. Los modelos vienen en color oro, plata y con acabado "gris espacial". El grosor del iPhone 6 es de 6,9 milímetros (0,272 pulgadas); siendo más delgado que el iPhone 5s, siendo ahora el iPhone 6 el teléfono más delgado del mundo con una pantalla más grande.  Los cambios más significativos en la línea iPhone 6 son sus pantallas; calificadas como "Retina Display HD", la pantalla del iPhone 6 es de 4,7 pulgadas con una relación de 16:9 y una resolución de 1334x750 (326 PPI), el iPhone 6 Plus tiene una pantalla 1080p con "ion-fortalecido" de 5.5 pulgadas. Para acomodar el tamaño físico más grande de la línea iPhone 6, el botón de encendido se trasladó a la parte lateral del teléfono en lugar de la parte superior para mejorar su accesibilidad. A diferencia del modelo anterior, la cámara trasera no está al ras con la parte trasera del dispositivo, en ambos modelos tiene una "protuberancia" ligera alrededor de la lente, la cual está hecha con cristal de zafiro.

### Touch ID
El gran avance en la tecnología Touch ID le permite al nuevo iPhone acceder de forma segura usando la contraseña perfecta: su huella digital. Esta nueva característica no solo permite el acceso a la pantalla de inicio, sino que también le da al usuario la capacidad de aprobar las compras de los sitios como "iTunes, iBooks y la AppStore" sin introducir alguna contraseña. Para utilizar Touch ID, el usuario debe colocar su dedo en el botón de inicio y el iPhone quedará desbloqueado.
Touch ID es capaz de mejorar la legibilidad de 360 grados, es decir, sin importar la orientación del dedo el nuevo iPhone puede identificar su huella digital. Además permite a los usuarios crear y almacenar localmente múltiples huellas digitales. Touch ID funciona de la siguiente manera: una vez que el usuario toca el botón de inicio, el anillo de acero inoxidable detecta [su] dedo y se activa el sensor táctil, en ese momento una imagen se envía directamente al teléfono que lee por debajo de las capas externas de la piel para obtener una huella digital detallada. El software entonces lee las crestas de la huella dactilar y encuentra la coincidencia para desbloquear el teléfono.

### Cámara
Cuenta con 8 megapíxeles de alta definición en la cámara trasera, e incluye un nuevo sensor que contiene píxeles más grandes para un mejor rendimiento en condiciones con poca luz llamado "Focus Pixel", a f/2,2 de apertura de la lente, y tiene la capacidad de grabar vídeo 1080p a 30 o 60 cuadros por segundo. 
La cámara del iPhone 6 Plus es casi idéntica, pero también incluye estabilización de imagen óptica. La cámara frontal también se ha actualizado con 1.2 megapíxeles, un nuevo sensor y f/2,2 de apertura de la lente, junto con soporte para modos de ráfaga y HDR.

### Chip A8
Ambos modelos incluyen el nuevo procesador Apple A8, y un co-procesador M8, una actualización del chip M7 del iPhone 5S. La principal diferencia entre el M8 y el co-procesador original M7 es la inclusión de un barómetro para medir los cambios de altitud. Phil Schiller promociona que el chip A8 proporcionaría, en comparación con el 5S, un aumento del 25 % en el rendimiento del CPU, un aumento del 50% en el rendimiento de los gráficos, y menos producción de calor.

### Conectividad
El soporte LTE se expande en la línea iPhone 6, con soporte para más de 20 bandas LTE (7 más que las del iPhone 5s), hasta 150 Mbps de velocidad de descarga, y el soporte de VoLTE. El rendimiento del Wi-Fi ha sido mejorado con soporte para la tecnología inalámbrica 802.11ac, que ofrece velocidades de hasta 433 mbps que es hasta 3 veces más rápido que la red 802.11n, junto con Wi-Fi Calling. La línea iPhone 6 añade soporte para las comunicaciones de campo cercano (NFC), que se utiliza principalmente para Apple Pay, un nuevo sistema de pagos móviles que permitirá a los usuarios almacenar sus tarjetas de crédito en Passbook para su uso en los pagos en línea y compras en distintas tiendas. El soporte de NFC se limita solo a Apple Pay, y no puede ser utilizado para ningún otro propósito.

### Software
El software original de la línea iPhone 6 es el iOS 8. Las aplicaciones serán capaces de tomar ventaja del creciente tamaño de la pantalla mostrar más información en pantalla; por ejemplo, la aplicación de correo utiliza un diseño de doble panel similar a su versión del iPad, cuando el dispositivo está en modo horizontal en el iPhone 6 Plus. Las aplicaciones diseñadas para el iPhone 5 y 5S aumentan de escala para su uso en el 6. Para mejorar la capacidad de uso de las pantallas más grandes de los dispositivos, se añadió un gesto adicional llamado "Accesibilidad"; donde con un doble toque en el botón Inicio se deslice la mitad superior de los contenidos de la pantalla hacia abajo de manera que los usuarios puedan, por ejemplo, tocar un botón "Atrás" en la esquina superior izquierda.
En la Worldwide Developers Conference (WWDC) de Apple, el 8 de junio de 2015, se presentó iOS 9.0 beta 1 para estos dispositivos con mejoras es Siri, Teclado, aplicación de Noticias, CarPlay, Apple Pay, Mapas y seguridad entre otros.
Actualmente está disponible iOS 12 para el iPhone 5s en adelante.

## Críticas
Apple se defendió de las informaciones sobre la extrema flexibilidad del nuevo iPhone 6, del que varios usuarios han dicho que se dobla en el bolsillo. Apple dijo que solo ha recibido nueve quejas de consumidores y que los problemas han sido "muy excepcionales" desde que el viernes salió a la venta el iPhone 6 "Realizamos rigurosos tests durante todo el proceso de desarrollo", dijo Apple, que defendió las pruebas para comprobar la resistencia de los nuevos aparatos, "iPhone 6 cumple y supera todos nuestros altos estándares de calidad para resistir el uso diario en la vida real", se defendió la compañía basada en Cupertino, California, que destacó la extrema dureza de materiales como el titanio, el acero inoxidable y el aluminio. Varios usuarios comprobaron cierta curvatura de sus teléfonos a las pocas horas de uso y publicaron sus quejas en las redes sociales, donde tuvo éxito un vídeo en el que se ve a una persona demostrar con las manos cómo se dobla el teléfono. El iPhone 6 Plus es el iPhone más grande producido por Apple. A pesar del tamaño, es mucho más fino que sus predecesores de pantalla más pequeña, destacó Dpa.
El 1 de octubre de 2014, Axel Telzerowm, editor en jefe de la revista alemana Computer Bild, informó que a partir de dicho vídeo donde un presentador era capaz de doblar un iPhone 6, un representante de Apple Alemania informó que había sido expulsado de futuros eventos de Apple y que ya no recibirán directamente los dispositivos Apple para probarlos, Telzerowm respondió diciendo: "Tenemos que felicitar a la nueva generación de iPhone, incluso si uno de ellos tiene una debilidad menor en su carcasa. Pero estamos profundamente decepcionados por la falta de respeto de su empresa".
El 3 de octubre de 2014 9to5Mac dio a conocer un mensaje que reclama que usuarios del iPhone 6 se quejaron en las redes sociales de que el teléfono atrapaba su pelo cuando sostienen su teléfono cerca de sus oídos al realizar una llamada o responder una llamada. A este segundo defecto de diseño se le dio el término “hairgate”. Los usuarios de Twitter afirmaron que la unión entre la pantalla de cristal y la parte de aluminio de la parte de atrás del teléfono tienen la culpa de dejar el cabello atrapado.
En casos raros, el iPhone 6 de 128 GB deja de responder y se reinicia. Esto se cree que es causado por un defecto en los módulos de memoria Flash TLC NAND utilizado en la gama alta del iPhone 6.
Apple tuvo que paralizar la actualización (8.0.1) de su sistema operativo iOS 8 después de que muchos usuarios se quejaran de que tras instalarlo habían perdido algunas funciones del teléfono. La compañía afirmó que necesitará varios días para solucionar los problemas. Lo que provocó que las acciones de Apple hayan caído en la bolsa. Apple aseguró que en el primer fin de semana vendió más de diez millones de unidades de sus nuevos iPhone, un récord, según la compañía. Después de los fallos con la actualización iOS 8.0.1, Apple lanzó iOS 8.0.2, la cual corrige las fallos de la anterior versión, sin embargo se han informado de nuevos fallos por lo que se esperan nuevas actualizaciones del sistema operativo móvil.